# Edivaldo Ribeiro
Edivaldo Ribeiro (Santo Anastácio, 1 de outubro de 1942 – Cuiabá, 13 de abril de 2025) foi um jornalista e radialista brasileiro.

## Biografia e carreira
Em novembro de 2011, envolveu-se em uma polêmica após criticar reportagem do portal MidiaJur, o que acabou levando à sua demissão pela direção do Grupo Folha do Estado. À época, o apresentador comandava o programa Cidade Independente, transmitido pela Rádio Cidade FM de Cuiabá, e teria dito durante a transmissão de seu programa de rádio, que o assunto da matéria não merecia tanto destaque por parte do jornal por ser desnecessário.
Em 16 de maio de 2013, sua esposa, a psicóloga e escritora Danuza Soares Lenzi faleceu em decorrência de um câncer. Ela tratava a doença há seis meses.
Em dezembro de 2014, após a morte de Walter Rabello, Ribeiro assume o comando do programa policial Cadeia Neles da TV Record de Mato Grosso. Apresentou a atração até dezembro de 2023, quando foi substituido por René Marcelo Valentim.
Edivaldo faleceu aos 82 anos em 13 de abril de 2025 na cidade de Cuiabá vítima de um câncer de pulmão.